# Slovenski nogometni superkup
Slovenski nogometni superkup (slv. Slovenski superpokal, SuperPokal Telekom Slovenije) je bilo nogometno klupsko natjecanje u Sloveniji, igran od 1995. do 2015. godine. 

## O natjecanju
Za pobjednika "SuperPokala" su se natjecale dvije momčadi u jednoj utakmici - prvak "1. slovenske nogometne lige" i pobjednik "Nogometnog kupa Slovenije". U slučaju da je isti klub bio i prvak i pobjednik kupa, druga momčad u "SuperPokalu" bi bio doprvak 1. slovenske lige. Prva dva izdanja "SuperPokala" su bila 1995. i 1996. godine, te je potom uslijedila pauza do 2007. godine, a posljednje izdanje je bilo 2015. godine. 

## Završnice
| godina        | datum              | domaćin                               | pobjednik                   | rezultat                | poraženi                | napomene, izvori |
| ------------- | ------------------ | ------------------------------------- | --------------------------- | ----------------------- | ----------------------- | ---------------- |
| 1995.         | 26. srpnja 1995.   | Ljubljana, Bežigrad                   | SCT Olimpija Ljubljana ↓P   | 2:1                     | Mura Murska Sobota ↓K   |                  |
| 1996.         | 31. srpnja 1996.   | Nova Gorica, Športni park Nova Gorica | HIT Gorica (Nova Gorica) ↓P | 3:1                     | Olimpija Ljubljana ↓K   |                  |
| 1997. – 2006. | nije igrano        | nije igrano                           | nije igrano                 | nije igrano             | nije igrano             | nije igrano      |
| 2007.         | 14. srpnja 2007.   | Domžale, Športni park Domžale         | Domžale ↓P                  | 2:1                     | Koper (Kopar) ↓K        |                  |
| 2008.         | 9. srpnja 2008.    | Domžale, Športni park Domžale         | Interblock Ljubljana ↓K     | 0:0 (prod.), (7:6 11 m) | Domžale ↓P              |                  |
| 2009.         | 8. srpnja 2009.    | Maribor, Ljudski vrt                  | Maribor ↓P                  | 3:2 (prod.)             | Interblock Ljubljana ↓K |                  |
| 2010.         | 9. srpnja 2010.    | Maribor, Ljudski vrt                  | Luka Koper (Kopar) ↓P       | 0:0 (prod.), (5:4 11 m) | Maribor ↓K              |                  |
| 2011.         | 8. srpnja 2011.    | Maribor, Ljudski vrt                  | Domžale ↓K                  | 2:1                     | Maribor ↓P              |                  |
| 2012.         | 8. srpnja 2012.    | Maribor, Ljudski vrt                  | Maribor ↓P                  | 2:1                     | Olimpija Ljubljana ↓P-2 |                  |
| 2013.         | 7. srpnja 2013.    | Celje, Arena Petrol                   | Maribor ↓P                  | 3:0                     | Olimpija Ljubljana ↓P-2 |                  |
| 2014.         | 13. kolovoza 2014. | Nova Gorica, Športni park Nova Gorica | Maribor ↓P                  | 4:1                     | Gorica (Nova Gorica) ↓K |                  |
| 2015.         | 5. srpnja 2015.    | Kopar, Bonifika                       | Koper (Kopar) ↓K            | 0:0 (prod.), (3:2 11 m) | Maribor ↓P              |                  |

↑P  - prvak "1. slovenske lige" 
 
↑K  - pobjednik "Kupa Slovenije" 

↑P-2  - doprvak "1. slovenske lige" 

### Klubovi po uspješnosti
| klub       | sjedište, (općina) | regija              | pobjednik | drugoplasirani | napomene, bivši nazivi               |
| ---------- | ------------------ | ------------------- | --------- | -------------- | ------------------------------------ |
| Maribor    | Maribor            | Podravska           | 4         | 3              |                                      |
| Domžale    | Domžale            | Središnja Slovenija | 2         | 1              |                                      |
| Koper      | Kopar              | Obalno-kraška       | 2         | 1              | Luka Koper                           |
| Olimpija   | Ljubljana          | Središnja Slovenija | 1         | 1              | SCT Olimpija ugašeni 2005. godine    |
| Interblock | Ljubljana          | Središnja Slovenija | 1         | 1              |                                      |
| Gorica     | Nova Gorica        | Goriška             | 1         | 1              | HIT Gorica, ND Gorica                |
| Olimpija   | Ljubljana          | Središnja Slovenija | 0         | 2              | Olimpija (2005.) sljednik "Olimpije" |
| Mura       | Murska Sobota      | Pomurje             | 0         | 1              | ugašeni 2005. godine                 |

## Unutrašnje poveznice
- Prva slovenska nogometna liga
- Nogometni kup Slovenije
- Slovenski nogometni savez

## Vanjske poveznice
- (slov.) nsz.si, Superpokal